# Potokî, Ivankiv
Potokî (în ucraineană Потоки) este un sat în comuna Stari Sokolî din raionul Ivankiv, regiunea Kiev, Ucraina.

## Demografie
Componența lingvistică a localității Potokî
     Ucraineană (98,17%)
Conform recensământului din 2001, majoritatea populației localității Potokî era vorbitoare de ucraineană (98,17%), existând în minoritate și vorbitori de alte limbi.